# Букин, Николай Олегович
Николай Олегович Букин (19 июня 1993 — 22 мая 2018) — российский шашист. Мастер спорта России (2015), неоднократный призёр первенств Европы и мира, пятикратный победитель первенств страны и двукратный призёр чемпионата России.

## Биография
Николай Букин начал занимался шашками в родной Твери с 9-ти лет. Больших успехов добился под руководством тренера муниципальной спортивной школы «Лидер» Виктора Роберова.
В 2012 году Николай первым из тверских шашистов выполнил норматив мастера спорта России в XXI веке. Он являлся неоднократным призёром первенств Европы и мира. Пятикратный победитель первенств страны и двукратный призёр чемпионата России.
В 2012 году в составе национальной сборной завоевал титул чемпиона Европы в командном зачете.
Призёр командного чемпионата России в составе сборной Тверской области (2013, молниеносная программа, 2014, быстрая программа).
Николая Букина называли представителем новой волны тверских звёздных шашистов. Он успешно закончил математический факультет ТвГУ.
22 мая 2018 года у 24-летнего тверского спортсмена-интеллектуала остановилось сердце. После кремации урну с прахом 2 июня захоронили на кладбище Лебедево в Тверской области..